# Iorgu Iordan
Iorgu Iordan (nacido en Tecuci, 29 de septiembre de 1888, fallecido el 20 de septiembre de 1986) fue un lingüista, filólogo, periodista y político rumano. 
Es autor de numerosas obras de distinta temática, entre las que predominan las dedicadas a la lengua rumana y a las lenguas romances en general. Fue elegido miembro de la Academia Rumana en 1945. En el mundo hispano es conocido principalmente por su Manual de lingüística románica, escrito conjuntamente con Maria Manoliu.

## Obras
- Rumanische Toponomastik, Bonn & Leipzig, Kurt Schroeder Verlag, 1924.
- Istoria literaturii italiene, Iași, Universitatea din Iași, 1928.
- Introducere în studiul limbilor romanice. Evoluția și starea actuală a lingvisticii romanice, Iași, Institutul de Filologie Română, 1932.
- Gramatica limbii române, București, 1937 (ediția a II-a, 1946).
- Limba română actuală. O gramatică a „greșelilor” , Iași, Institutul de Arte Grafice „Alexandru A. Terek”, 1943 (ediția a II-a, 1947).
- Stilistica limbii române, București, Institutul de Linguistică Română, 1944 (ediția a II-a, București, Editura Științifică, 1975).
- Lingvistica romanică. Evoluție. Curente. Metode, București, Editura Academiei, 1962 (ediția a II-a, 1970; tradusă în engleză, germană, spaniolă, rusă, portugheză și italiană).
- Toponimia românească, București, Editura Academiei, 1963.
- Istoria limbii literare spaniole, București, Editura Didactică și Pedagogică, 1963.
- Introducere în lingvistica romanică, București, Editura Didactică și Pedagogică, 1965 (în colaborare cu Maria Manoliu; tradusă în spaniolă).
- Structura morfologică a limbii române contemporane, București, Editura Științifică, 1967 (în colaborare cu Valeria Guțu Romalo, Alexandru Niculescu).
- Scrieri alese, București, Editura Academiei, 1968.
- Alexandru I. Philippide, București, Editura Științifică, 1969.
- Crestomație romanică, vol. I-III, București, Editura Academiei, 1962-1974 (coordonator).
- Memorii, vol. I-III, București, Editura Eminescu, 1976-1979.
- Limba română contemporană, București, Editura Didactică și Pedagogică, 1978 (în colaborare cu Vladimir Robu).
- Dicționar al numelor de familie românești, București, Editura Științifică și Enciclopedică, 1983.
- Istoria limbii române (Pe-nțelesul tuturora), București, Editura Științifică și Enciclopedică, 1983.
- Manual de linguistica romanica, Madrid, Gredos, 1989 (în colaborare cu Maria Manoliu, Manuel Alvar).